# 小竹由美子
小竹 由美子（こたけ ゆみこ、1954年 - ）は日本の翻訳家。

## 経歴
東京都出身。早稲田大学法学部卒業。
主婦のかたわら、偕成社の『みそっかすなんていわせない』（ジャクリーン・ウィルソン / ニック・シャラット絵）で翻訳家デビュー。
以後ジャクリーン・ウィルソン作品の大半を翻訳するほか、2013年にノーベル文学賞を受賞したアリス・マンロー作品の翻訳も手がけている。
現在は、児童書のみならず、ヤングアダルトや一般書など、幅広い分野で活躍している。香川県在住。

## 主要訳書

### 一般書
- 『なにもかも話してあげる』（ドロシー・アリスン、晶文社） 1997年
- 『ホワイト・ティース』（ゼイディー・スミス、新潮社、新潮クレスト・ブックス） 2001年
- 『女船長、ロブスターの島に帰る』（リンダ・グリーンロウ、白水社） 2003年
- 『直筆商の哀しみ』（ゼイディー・スミス、新潮社、新潮クレスト・ブックス） 2004年
- 『猫に名前はいらない』（アンドルー・ノーマン・ウィルソン、白水社） 2004年
- 『ナターシャ』（デイヴィッド・ベズモーズギス、新潮社、新潮クレスト・ブックス） 2005年
- 『サフラン・キッチン』（ヤスミン・クラウザー、新潮社、新潮クレスト・ブックス） 2006年
- 『親愛なるE エルヴィスとアクサ往復書簡』（ダイアン・コールター・トーマス、ポプラ社） 2006年
- 『ashes and snow 手紙で綴られた小説』（グレゴリー・コルベール、Flying Elephants Press） 2007年
- 『極北で』（ジョージーナ・ハーディング、新潮社、新潮クレスト・ブックス） 2009年
- 『イエメンで鮭釣りを』（ポール・トーディ、白水社、エクス・リブリス） 2009年
- 『リリアン』（エイミー・ブルーム、新潮社、新潮クレスト・ブックス） 2009年
- 『ウィルバーフォース氏のヴィンテージ・ワイン』（ポール・トーディ、白水社、エクス・リブリス） 2010年
- 『あの川のほとりで』上・下（ジョン・アーヴィング、新潮社） 2011年
- 『ティンカーズ』（ポール・ハーディング、白水社、エクス・リブリス） 2012年
- 『アンネ・フランクについて語るときに僕たちの語ること』（ネイサン・イングランダー、新潮社、新潮クレスト・ブックス） 2013年
- 『ひとりの体で』上・下（ジョン・アーヴィング、新潮社） 2013年
- 『屋根裏の仏さま』（ジュリー・オオツカ、岩本正恵共訳、新潮社、新潮クレスト・ブックス） 2016年
- 『わかっていただけますかねえ』（ジム・シェパード、白水社、エクス・リブリス） 2016年
- 『煉瓦を運ぶ』（アレクサンダー・マクラウド、新潮社、新潮クレスト・ブックス） 2017年
- 『神秘大通り』上・下（ジョン・アーヴィング、新潮社） 2017年
- 『ケミストリー』（ウェイク・ワン、新潮社、新潮クレスト・ブックス） 2019年
- 『サブリナとコリーナ』（カリ・ファハルド=アンスタイン、新潮社、新潮クレスト・ブックス） 2020年

#### アリス・マンロー
- 『イラクサ』（アリス・マンロー、新潮社、新潮クレスト・ブックス） 2006年
- 『林檎の木の下で』（アリス・マンロー、新潮社、新潮クレスト・ブックス） 2007年
- 『小説のように』（アリス・マンロー、新潮社、新潮クレスト・ブックス） 2010年
- 『ディア・ライフ』（アリス・マンロー、新潮社、新潮クレスト・ブックス） 2013年
- 『善き女の愛』（アリス・マンロー、新潮社、新潮クレスト・ブックス） 2014年
- 『ジュリエット』（アリス・マンロー 、新潮社、新潮クレスト・ブックス） 2016年
- 『ピアノ・レッスン』（アリス・マンロー、新潮社、新潮クレスト・ブックス） 2018年

### 児童書・ヤングアダルト
- 『嵐をつかまえて』（ティム・ボウラー、白水社） 2002年
- 『14歳のX計画』（ジム・シェパード、白水社） 2005年
- 『ブルーバック』（ティム・ウィントン著、さ・え・ら書房） 2007年
- 「ファッション・ガールズ」（ケリー・マケイン、ポプラ社）
1)『おしゃれに大変身!』 2009年
2)『デザイン・コンテストにちょうせん!』 2009年
3)『ときめきのアイドル・バンド結成!』 2010年
4)『まさかの映画デビュー!』 2010年
- 『ミニーとおでかけ! ミニー』（パラゴン・ブックス、大日本絵画、ディズニーしかけえほん） 2015年

#### ジャクリーン・ウィルソン
- 『みそっかすなんていわせない』（ジャクリーン・ウィルソン、偕成社） 1995年
- 『バイバイわたしのおうち』（ジャクリーン・ウィルソン、偕成社） 2000年
- 『ふたごのルビーとガーネット』（ジャクリーン・ウィルソン、偕成社） 2001年
- 『マイ・ベスト・フレンド』（ジャクリーン・ウィルソン、偕成社） 2002年
- 『ダストビン・ベイビー』（ジャクリーン・ウィルソン、偕成社） 2004年
- 『タトゥーママ』（ジャクリーン・ウィルソン、偕成社） 2004年
- 『シークレッツ』（ジャクリーン・ウィルソン、偕成社） 2005年
- 『トレイシー・ビーカー物語』2 - 3（ジャクリーン・ウィルソン、偕成社） 2010年
- 『マイ・ベスト・フレンド』（ジャクリーン・ウィルソン作、ニック・シャラット絵、童話館出版、子どもの文学、青い海シリーズ） 2012年